# Świadek bez pamięci
Świadek bez pamięci (ang. The Lookout) – amerykański film fabularny (dramat kryminalny) z 2007 roku w reżyserii Scotta Franka.

## Główne role
- Joseph Gordon-Levitt - Chris Pratt
- Jeff Daniels - Lewis
- Matthew Goode - Gary Spargo
- Isla Fisher - Luvlee
- Carla Gugino - Janet
- Bruce McGill - Robert Pratt
- Alberta Watson - Barbara Pratt
- Alex Borstein - pani Lange
- Sergio Di Zio - Ted
- David Huband - pan Tuttle
- Laura Vandervoort - Kelly
- Greg Dunham - Bone
- Morgan Kelly - Marty
- Aaron Berg - Cork
- Tinsel Korey - Maura
- Brian Edward Roach - Danny
- Charles Crossin - sprzedawca
- Brian Roach - Danny
- Suzanne Kelly - Nina
- Ofield Williams - Reggie

## Fabuła
Chris, świetnie zapowiadający się sportowiec, cudem unika śmierci w tragicznym wypadku. Chory, nękany problemami, nie może już trenować, potrafi wykonywać jedynie proste czynności. Dlatego podejmuje pracę jako ochroniarz w lokalnym oddziale banku. Wkrótce, zupełnie nieświadomie, zostaje wplątany w napad...

## Nagrody i nominacje
Nagroda Satelita 2007
- Najlepszy dramat (nominacja)
- Najlepszy scenariusz oryginalny - Scott Frank (nominacja)
- Najlepsza muzyka - James Newton Howard (nominacja)
- Najlepszy montaż - Jill Savitt (nominacja)
- Najlepszy aktor dramatyczny w dramacie - Jeff Daniels (nominacja)